# 채 환후
채 환후(蔡桓侯, ? ~ 기원전 695년)는 중국 동주 시대의 인물로, 제12대 채후이다. 성은 희(姬), 휘는 봉인(封人)이다.
제11대 채후 채 선후의 아들로, 선후 35년(기원전 715년)에 아버지가 죽자 그 뒤를 이었다. 재위 20년 만에 죽어 아우 애후 헌무가 뒤를 이었다.
채환후 5년(기원전 710년), 초나라가 점차 강성하여져서 왕호를 참칭하니 두려워해 정나라 장공과 등(鄧)에서 회합했다.